# Ignacio Ochoa
Ignacio Ochoa (Neuquén, Argentina, 26 de septiembre de 1979) es un exbaloncestista argentino que se desempeñaba en la posición de pívot.

## Trayectoria
Ochoa comenzó a jugar al baloncesto en Independiente de Neuquén, pudiendo participar tempranamente de un par de partidos con el equipo superior en la temporada 1995-96 del Torneo Nacional de Ascenso. Fue luego reclutado por Atenas de Córdoba en donde terminaría su formación como baloncestista y debutaría profesionalmente como parte del plantel que se consagró campeón de la temporada 1998-99 de la LNB. Buscando obtener más oportunidades de juego, fichó con Estudiantes de Olavarría para afrontar la temporada 1999-2000 de la LNB, en la que otra vez el equipo para el que jugaba conquistaría el campeonato.
Habiendo completado el trámite para obtener la ciudadanía italiana -la cual le correspondía por ser descendiente de inmigrantes-, migró en 2000 hacia tierras europeas para continuar con su carrera en un nuevo escenario. Si bien su primera experiencia fue en la Serie A2 como integrante del plantel del Biella, la nueva reglamentación sobre la presencia de baloncestistas argentinos en Italia lo obligó a continuar jugando en categorías menores. 
Retornó a su país en 2013, fichado por el Deportivo Roca para jugar en el Torneo Federal de Básquetbol. Allí hizo dupla con Bruno Gelsi. En la temporada siguiente tanto Ochoa como Gelsi acordaron su retorno a Independiente de Neuquén para intentar conseguir el ascenso al TNA -objetivo que finalmente no pudieron lograr. En las dos temporadas siguientes tuvo un paso por el Pérfora, antes de regresar a Independiente de Neuquén, siempre en el campeonato correspondiente a la tercera categoría del baloncesto argentino.
A principios de 2017 fichó con el Virtus Valmotone, comenzando de esa manera un nuevo ciclo en las categorías del ascenso italiano.

### Clubes
| Club                     | País      | Año         |
| ------------------------ | --------- | ----------- |
| Independiente de Neuquén | Argentina | 1995 - 1996 |
| Atenas de Córdoba        | Argentina | 1996 - 1999 |
| Estudiantes de Olavarría | Argentina | 1999 - 2000 |
| Biella                   | Italia    | 2000        |
| Firenze                  | Italia    | 2000 - 2001 |
| Vigevano                 | Italia    | 2001 - 2004 |
| Lumezzane                | Italia    | 2004 - 2006 |
| Latina Basket            | Italia    | 2006 - 2009 |
| Ferentino                | Italia    | 2009 - 2011 |
| Bettinzoli Monticelli    | Italia    | 2011 - 2013 |
| Deportivo Roca           | Argentina | 2013 - 2014 |
| Independiente de Neuquén | Argentina | 2014 - 2015 |
| Pérfora                  | Argentina | 2015 - 2016 |
| Independiente de Neuquén | Argentina | 2016 - 2017 |
| Virtus Valmontone        | Italia    | 2017        |
| Olimpia Matera           | Italia    | 2017 - 2018 |
| Palestrina               | Italia    | 2018 - 2019 |
| Ruvo di Puglia Basket    | Italia    | 2019 - 2021 |
| PSA Sant'Antimo          | Italia    | 2021 - 2022 |
| Ospitaletto Basket       | Italia    | 2022 - 2023 |

## Selección nacional
Ochoa fue miembro de los seleccionados juveniles de baloncesto de Argentina, habiendo integrado el plantel que conquistó el Campeonato Sudamericano de Baloncesto de Cadetes de 1995. 